# امامزاده حسین و امامزاده ابراهیم
امامزاده حسین و امامزاده ابراهیم مربوط به دوره سلجوقیان است و در اصفهان، مقابل پل شهرستان واقع شده و این اثر در تاریخ ۲۰ خرداد ۱۳۲۱ با شمارهٔ ثبت ۳۵۰ به‌عنوان یکی از آثار ملی ایران به ثبت رسیده‌است.